# Недвижай, Иван Макарович
Иван Макарович Недвижай (16.4.1925, станица Новая Григорьевка, Александровский район, Ставропольский округ, Северо-Кавказский край, РСФСР, СССР (ныне в черте Зеленокумска, Ставропольский край, Россия) — 19.9.1944, деревня Гурны, район Санок, Краковский округ, Генерал-губернаторство, Германия (ныне Санокский повят, Подкарпатское воеводство, Польша)) — участник Великой Отечественной войны, командир отделения разведывательной роты 897-го горнострелкового полка (242-я горнострелковая дивизия, 3-й горнострелковый корпус, 1-я гвардейская армия, 4-й Украинский фронт), младший сержант. Герой Советского Союза (24.03.1945, посмертно).

## Биография
Родился в 1925 году в станице Новая Григорьевка (Новогригорьевская), в крестьянской семье. В детстве вместе с семьёй переехал в Беслане, где в 1937 году окончил 6 классов школы № 2. Продолжил обучение в ремесленном училище в Грозном, затем работал в Грозненском железнодорожном депо.
5 августа 1942 года Орджоникидзевским РВК города Грозного (по другим данным Орджоникидзевским ГВК Северо-Осетинской АССР) был призван в РККА. С 13 сентября 1942 года на фронте, воевал на Закавказском фронте, Северо-Кавказском фронте, с 22 февраля 1944 года в составе Отдельной Приморской армии, затем на 4-м Украинском фронте
Будучи заместителем командира отделения комендантской роты штаба 242-й горнострелковой дивизии, отличился в ходе боёв в районе Крымская — Неберджаевская и дальнейшем преследовании противника с 16 по 27 сентября 1943 года, был награждён медалью «За отвагу» (31.10.1943).
Будучи в должности разведчика взвода пешей разведки 897-го горнострелкового полка отличился в заключительных боях по освобождению Крыма. 12 мая 1944 года на мысе Херсонес пробрался в тыл противника и установив, что силы противника отходят к морю, подал сигнал к наступлению из ракетницы. Был обнаружен вражескими солдатами, огнём автомата и гранатами сумел отбиться от шестерых солдат, соединился со своими и в последующем наступлении уничтожил ручной пулемёт с расчётом. Был награждён орденом Красной Звезды (21.06.1944).
Во время Восточно-Карпатской наступательной операции, 897-й горнострелковый полк перешёл чехословацко-польскую границу и в составе 1-й гвардейской армии, наступал южнее города Санок, близ сильно укреплённого села Гурны. Продвижению подразделений полка препятствовал шквальный огонь прямой наводкой трёх малокалиберных зенитных установок, установленных на высоте 576,0. Младший сержант Недвижай, в составе группы из 9 разведчиков, вызвался подавить установки. Группа сумела подобраться к установкам, и начала забрасывать их гранатами, уничтожив две установки. Боеприпасы закончились, и тогда младший сержант Недвижай, видя, что оставшаяся установка изготовилась к бою, бросился на ствол орудия, пытаясь отвести ствол в сторону руками, но был убит очередью из орудия.
Был похоронен в селе Воля-Пётрова (в 17 километрах юго-восточнее города Санок), позднее перезахоронен на мемориальном кладбище в городе Санок.
За образцовое выполнение боевых заданий командования на фронте борьбы с немецко-фашистскими захватчиками и проявленные при этом отвагу и геройство указом Президиума Верховного Совета от 24 марта 1945 года младшему сержанту Недвижаю Ивану Макаровичу присвоено звание Героя Советского Союза посмертно.

## Память
В Беслане именем героя названы улица и школа, в Грозном названа улица.